# Хънтър Томпсън
Хънтър Стоктън Томпсън (на английски: Hunter Stockton Thompson) е американски журналист и писател, който се нарежда сред легендите на американската журналистика. Считан е за първия и най-яркия представител на гонзо журналистиката.

## Биография и творчество
Автор е на множество статии в разни вестници и списания, както и на 19 книги. Става известен с автобиографичния роман „Страх и ненавист в Лас Вегас“ (илюстриран от Ралф Стедман), чиито първи глави са публикувани в списание „Ролинг Стоун“ през 1971 година, след което започва сътрудничество между музикалното списание и писателя, продължило повече от 30 години.
В този роман Томпсън по свой прототип създава литературния антигерой Раул Дюк (Raoul Duke), от чието име води повествованието. „Раул Дюк“ е също първоначалното заглавие на романа. Макар тази книга да се счита за основен пример за гонзо журналистика, Томпсън го разглежда като неуспешен експеримент. Оценява го така, защото възнамерявал да записва всеки детайл от пътуването си в Лас Вегас и да публикува сурови и нередактирани бележки, но впоследствие ги редактира. Въпреки оценката му за романа критиците го наричат върховно постижение в гонзо журналистиката.
През 1956 г. е арестуван за грабеж и за да облекчи присъдата си, се записва в армията. Там пише спортни материали за вестника на военновъздушната база в Еглин, Флорида. След като е уволнен от армията продължава да се занимава с журналистика. През 1965 година прекарва година в рокерската банда „Ангелите на ада“, след което пише статия за нея, която е публикувана в The Nation и го прави известен. По-късно започва работа в списание „Ролинг Стоун“. Там публикува най-ярките си материали, които изграждат книгите му.
През 1966 година написва бестселъра „Ангелите на ада: странната и ужасна сага на рокерските банди извън закона“ (Hell`s Angels: The Strange and Terrible Saga of the Outlaw Motorcycle Gangs). Романът полага основата на „гонзо журналистиката“. Няколко месеца преди самоубийството си през 2005 г. казва за „гонзо“: „Това е португалска дума, която означава извън пътя“.

## Произведения

### Художествена проза
- The Rum Diary (1998)
  - 'Дневникът на едно пиянде: роман', Съвременник: списание на Съюза на българските писатели за литература, критика и публицистика. (Год. 47, бр. 3, 2018, с. 5-151) - ISSN 0204-6962
- Screwjack: And Other Stories (1991)

### Документалистика

#### Самостоятелни книги
- Hell's Angels: The Strange and Terrible Saga of the Outlaw Motorcycle Gangs (1967)
 Ангелите на ада, (прев. Б. Русев) София: Прозорец, 2011, ISBN 978-954-733-713-8:
- The Curse of Lono (1983)
- Kingdom of Fear (2002)
- Hey Rube (2004)

#### Серия „Страх и омраза“ (Fear and Loathing)
1. Fear and Loathing in Las Vegas, (1971)
Страх и омраза в Лас Вегас: Едно свирепо пътешествие до сърцето на американската мечта (прев. В. Немчев), София: Прозорец, 2008, ISBN 978-954-733-533-2,
2. Fear and Loathing on the Campaign Trail '72 (1973)
3. Fear and Loathing at Rolling Stone (2009)

#### Серия „Гонзо книги“ (Gonzo Papers)
1. The Great Shark Hunt (1977)
2. Generation of Swine (1988)
3. Songs of the Doomed (1990)
4. Better Than Sex (1994)

- Gonzo: An Oral History (2006)
- Ancient Gonzo Wisdom (2009)
- The Gonzo Papers Anthology (2009)

#### Писма от „Страх и омраза“ (Fear and Loathing Letters)
Кореспонденцията на Хънтър Томпсън, издавана в три тома под редакцията на Дъглас Бринкли.
- 1997 The Proud Highway (1955-67)
- 2000 Fear and Loathing in America (1968-76)
- 2010 The Mutineer: Rants, Ravings, and Missives from the Mountaintop (1977-2005)